# Махмуд аз-Замахшари
Абу́ль-Касим Махму́д ибн Умар аз-Замахшари́ (перс. محمود زمخشری‎, араб. الزمخشري‎; 1075, Замахшар, Хорезм, современный Туркменистан — 1144, Гургандж, современный Туркменистан) — хорезмийский писатель, философ, толкователь Корана. Из его произведений было составлено два сборника изречений. Отдел научных рассуждений был написан им рифмованной прозой и носит название «Золотых ожерелий». Замахшари был видным представителем ханафитского мазхаба и мутазилитской богословской школы. Носил прозвища Джаруллах (جار الله‎ — «покровительствуемый Аллахом») и Фахр Хуваризм (فخر خوارزم‎ — «гордость Хорезма»)

## Биография
Аз-Замахшари родился в 1075 году в Замахшаре в небогатой семье. Он посещал начальную школу (куттаб), а также обучался под руководством отца. В детстве он сломал ногу и стал ходить на деревянном протезе. Отец решил, что увечный сын должен учиться портняжному ремеслу, однако Махмуд попросился в столицу Хорезма Гургандж, где он благодаря хорошему почерку нашёл заработок. В молодости совершил много образовательных путешествий, несмотря на иранское происхождение, прекрасно знал арабский язык.
Умер в 1144 году в родном Хорезме. Похоронен в Гургандже.
Гурганджскими учителями аз-Замахшари были аль-Хасан ибн аль-Музаффар ан-Найсабури и Абу Мудар Махмуд ибн Джарир ад-Дабби Грамматик (ум. в 1113-14 г.). Последний не только преподавал арабский язык и литературу, но и помогал одаренному ученику материально. У шейха аль-Хайяти аз-Замахшари обучался фикху, а имамы Рукнуддин Махмуд аль-Усули и Абу Мансур обучали теологии. Вскоре аль-Усули и Абу Мансур сами стали учениками аз-Замахшари по тафсиру.

## Литературная деятельность
Уже в молодые годы аз-Замахшари написал несколько филологических сочинений. Он предлагал свои услуги видным сановникам при дворе сельджукских султанов и посылал им свои хвалебные касыды. До сорока с лишним лет он «общался с визирями и царями и наслаждался благами мира». В 1118 году после перенесённой опасной болезни аз-Замахшари переменил образ жизни, перешел к уединению и преподаванию. Он дважды совершил паломничество в Мекку. Возвращаясь из Мекки он посетил Багдад, Дамаск и другие города. Тогда же он встретился с такими видными учеными, как ад-Дамигани, Ибн аш-Шаджари, аль-Джавалики и др. Его учениками были многие филологи, адибы и богословы в Средней Азии и Хорасана: Абуль-Муайяд аль-Макки, Абдуррахим ат-Тарджумани, Мухаммад аль-Адами, Абуль-Хасан аль-Кумрани, Амир ас-Симсар, Ахмад аш-Шати, Саман аль-Факих и др. Среди сохранившихся около 20 работ аз-Замахшари преобладают литературные и грамматико-лексикографические труды.

## Вклад в арабскую филологию
Его книга по грамматике «Подробный» (аль-Муфассаль) является классическим учебником на Востоке. Сочинение Замахшари «Аль-Муфассал Фи Синаат Аль-Эраб» («Подробный анализ арабского разбора»), написанное в 1120–1122 гг. считается арабскими грамматиками одной из самых влиятельных книг об арабском синтаксисе (и морфосинтаксисе). 
Он также является автором арабско-персидского словаря «Предисловие к литературе» (Мукаддима аль-адаб), ряда сборников пословиц и поговорок, сборника дидактических обращений и рассказов «Макамат», географического словаря и работ по метрике.

## Богословская деятельность
Главные труды аз-Замахшари посвящены теологии. Его комментарий к Корану «аль-Кашшаф», оконченный 20 февраля 1134 года в Мекке, по сей день является каноническим трудом в этой области. Автор уделил большое внимание лексикологической части этой книги и подробно разбирает разночтения. По сути, это толкование является первым образцом научной критики текста.
Очевидная мутазилитская направленность книги «аль-Кашшаф» проявляется в выражении идеи сотворенности Корана, а также в опоре главным образом на авторитет мутазилитских ученых VIII—X веков (Амр ибн Убайд, Абу Бакр аль-Асамм, аз-Заджжадж, аль-Джахиз, Абдул-Джаббар ибн Ахмад и др.). Единобожие (таухид), Божественная справедливость (адль) и другие Божественные атрибуты автор трактует рационалистически. Аз-Замахшари обнаружил в Коране места, где выражены якобы излюбленные мутазилитские идеи об «обещании» (ва’д) и «угрозах» (ва’ид) Бога, о «промежуточном состоянии» (аль-манзила байна аль-манзилатайн), о «предписании делать добро и воздерживаться от неодобряемого» и т. д. В характерном для мутазилитов стиле, он делает упор на тщательное филологическое толкование текста Корана, используя это толкование для обоснования своих идейных позиций. Труд аз-Замахшари является единственный полным мутазилитским комментарием к Корану, сохранившийся до наших дней. Вокруг «аль-Кашшаф» возникла значительная критическая литература. Даже противники Махмуда аз-Замахшари воздавали должное его таланту и последовательности.